# Carlo, Cokxxx, Nutten
Carlo, Cokxxx, Nutten – wspólny album dwóch raperów, Bushido (jako Sonny Black) i Flera, wydany przez Aggro Berlin w październiku 2002 r.

## Lista utworów
1. Intro, Electro Ghetto
2. Cordon Sport Massenmord
3. Yo, Peace Man!
4. Miami Skit
5. Badewiese
6. Carlo, Cokxxx, Nutten (Frank White Solo)
7. Warum ? (feat. B-Tight)
8. Dein Leben
9. Geh nach Hause
10. Drogen, Sex, Gangbang (feat. Orgasmus)
11. Cokxxx Skit
12. Boss (Sonny Black Solo)
13. Wer will Krieg ?
14. Schau mich an (Sonny Black Solo)
15. Behindert
16. Sag nicht... (feat. D-Bo)
17. Outro